# Jouw Vrouw, Mijn Vrouw VIPS
Jouw Vrouw, Mijn Vrouw VIPS is een Nederlands televisieprogramma waarin 2 koppels, waarvan er 1 persoon een Bekende Nederlander is. Het programma is een spin-off van Jouw vrouw, mijn vrouw en wordt uitgezonden op RTL 4.

## Afleveringen

### Seizoen 1
| Nr. | Uitzenddatum | Koppel 1                                     | Koppel 2                             | Kijkcijfers |
| --- | ------------ | -------------------------------------------- | ------------------------------------ | ----------- |
| 1   | 9 mei 2013   | Judith Osborn Bert van der Veer              | Andy van der Meijde Melisa Schaufeli | 1.040.000   |
| 2   | 16 mei 2013  | Willibrord Frequin Gesina Lodewijkx          | Kim Kötter Jaap Reesema              | 1.128.000   |
| 3   | 23 mei 2013  | Henk Schiffmacher Louise Schiffmacher        | Rosalie van Breemen                  | 1.181.000   |
| 4   | 30 mei 2013  | Pauline Wingelaar Harmen Bisschop van Tuinen | Mick Harren Pascale Harren           | 1.113.000   |
| 5   | 6 juni 2013  | Gaston Starreveld Marisa Starreveld          | Nelli Cooman Ronald Rosier           | 1.011.000   |
| 6   | 13 juni 2013 | Dries Roelvink Honoria Roelvink              | Mylène de la Haye Fedde Sjoerdsma    | 1.092.000   |